# La casa 3 - Ghosthouse
La casa 3 - Ghosthouse è un film del 1988, diretto da Humphrey Humbert (pseudonimo di Umberto Lenzi), prodotto dalla Filmirage di Joe D'Amato.
È il primo di una serie di sequel apocrifi della serie La casa di Sam Raimi. Fu distribuito con tale titolo proprio per approfittare del successo ottenuto dalle due opere della trilogia originale realizzata dallo stesso regista Sam Raimi (La casa e La casa 2) e attirare più spettatori possibili al cinema.

## Trama
Paul riceve un misterioso messaggio radio, in cui si sente la voce di qualcuno che prega una persona di non ucciderlo. Paul intercetta il messaggio e scopre che proviene da una vecchia casa abbandonata, nella quale si reca con la sua ragazza Martha. Quando Paul e Martha arrivano alla casa incontrano quattro ragazzi ed uno di loro sembra colui che parlava alla radio. In quella casa tanti anni addietro una tragedia è scattata quando una bambina ha ucciso un gatto: l'antica famiglia è stata massacrata brutalmente da chissà chi e i fantasmi ritornano dal passato a terrorizzare i nuovi inquilini.

## Produzione
Intorno alla fine degli anni ottanta, l'industria italiana del cinema di genere aveva ridotto la propria produzione. Le società indipendenti iniziarono a concentrarsi sui mercati esteri, dove i loro prodotti potevano essere venduti più facilmente sia in sala che in home video. Una di queste società era la Filmirage fondata da Joe D'Amato nel 1980, che iniziò a produrre film horror a basso budget verso la metà degli anni ottanta, tra cui Interzone di Deran Sarafian, Deliria di Michele Soavi e Ghosthouse di Umberto Lenzi.
Lenzi scrisse inizialmente la sceneggiatura di Ghosthouse nel gennaio 1987, e trovò i finanziamenti tramite il produttore Roberto Di Girolamo che in seguito lasciò il progetto a causa di problemi economici. Ciò portò Joe D'Amato a entrare nel progetto in qualità di produttore, spostando le riprese del film negli Stati Uniti, come per altre produzioni della Filmirage. Il film è stato girato tra Boston e Cohasset, nel Massachusetts.

## Distribuzione
Ghosthouse è stato proiettato per la prima volta al Festival internazionale del film fantastico di Avoriaz in Francia nel gennaio 1988. È stato successivamente presentato in Giappone il 21 maggio 1988.
In Italia il film è stato distribuito dal Gruppo Bema di Achille Manzotti l'11 agosto 1988 sotto il titolo La casa 3 - Ghosthouse, per sfruttare il filone iniziato con La casa e La casa 2 di Sam Raimi.
Il successo finanziario de La casa 3 spinse la società di produzione a realizzare un ulteriore film, La casa 4 - Witchcraft.

## Accoglienza
Giovanna Grassi del Corriere della Sera elogiò la fotografia di Franco Delli Colli e la colonna sonora di Piero Montanari, ma criticò l'intero film che "scorre via con grande confusione e senza rigore".

## Sequel
Il film fu seguito da:
- La casa 4 (Witchcraft) (1988), regia di Fabrizio Laurenti
- La casa 5 (1990), regia di Claudio Fragasso

Inoltre, per continuare a sfruttare il successo del franchise, alcuni sequel di House furono distribuiti così:
- La casa di Helen (House II: The Second Story) (1987), regia di Ethan Wiley
- La casa 7 (The Horror Show) (1989), regia di James Isaac

Il quarto capitolo (House IV) non subì la stessa sorte.